# Satu Nou (gmina Parincea)
Satu Nou – wieś w Rumunii, w okręgu Bacău, w gminie Parincea. W 2011 roku liczyła 73 mieszkańców.